# كاميرون هارجريفز
كاميرون هارجريفز (بالإنجليزية: Cameron Hargreaves)‏ هو لاعب كرة قدم بريطاني، ولد في 1 ديسمبر 1998 في إنجلترا في المملكة المتحدة. لعب مع نادي بريستول روفيرز.